# خاقان كوكجك
خاقان كوكجك (بالألمانية: Hakan Gökcek)‏ هو لاعب كرة قدم نمساوي في مركز الهجوم، ولد في 26 مارس 1993 في فيينا في النمسا. لعب مع فيرست فيينا.

## وصلات خارجية
- خاقان كوكجك على موقع اتحاد تركيا (لاعب) (الإنجليزية)
- خاقان كوكجك على موقع قاعدة بيانات كرة القدم.إي يو (الإنجليزية)
- خاقان كوكجك على موقع Soccerway.com (الإنجليزية)
- خاقان كوكجك على موقع عالم كرة القدم.نت (الإنجليزية)